# Markuskapelle (Lech-Stubenbach)

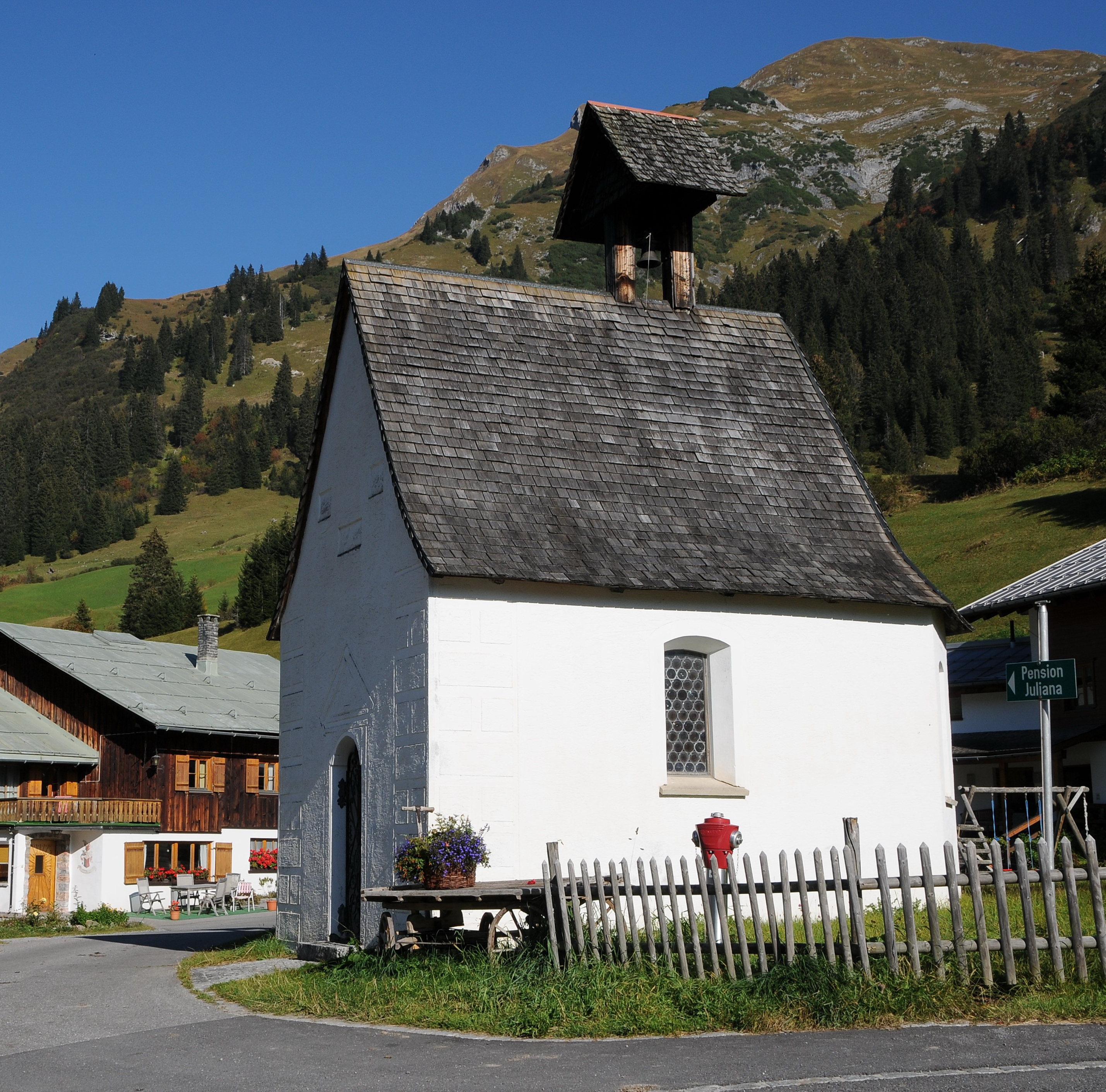
Kapelle hl. Markus in Stubenbach

Die Markuskapelle ist eine kleine Wegkapelle im Ortsteil Stubenbach der Gemeinde Lech im Vorarlberger Bezirk Bludenz. Die im 17. Jahrhundert errichtete Kapelle ist dem Patrozinium des heiligen Markus gewidmet. Sie steht unter Denkmalschutz.

## Lagebeschreibung
Die Kapelle steht am Ortsende von Lech im Ortsteil Stubenbach in Richtung Warth jenseits des Baches.

## Architektur und Ausstattung
Die Kapelle ist ein solid gemauerter Bau. Es handelt sich um ein rechteckiges Gebäude mit vier Butzenscheibenfenstern. Darüber ist ein steiles Satteldach.
Über dem Kirchenraum ist eine Kassettendecke aus Holz, die aus der Erbauungszeit stammt.

## Ausstattung
Der kleine Altar mit gedrehten Säulen stammt aus der Bauzeit. Die Figuren wurden erst ca. 40 bis 60 Jahre später hinzugefügt. Der Figurenschmuck besteht aus einer gut geschnitzten Marienfigur mit Jesuskind. Die zweite Figur stellt den heiligen Antonius von Padua dar, die dritte den heiligen Theodul. Die Kreuzwegstationen sind bäuerliche Arbeiten vom Anfang des 19. Jahrhunderts.